# The Roots of Coincidence
The Roots of Coincidence —que es podria traduir literalment com Les arrels de la coincidència—és un assaig de l'escriptor Arthur Koestler publicat el 1972, en anglès originalment, que constitueix una introducció a les teories de la parapsicologia, incloent-hi la percepció extrasensorial i la telequinesi. Koestler postula vincles entre la física moderna, la seva interacció amb el temps i els fenòmens paranormals, influenciat pel concepte de Carl Gustav Jung sobre la sincronia i la serialitat de Paul Kammerer.
El psicòleg David Marks va qualificar el llibre d'anotació de la pseudociència i va assenyalar que Koestler va acceptar sense cap mena de crítica experiments sobre la percepció extrasensorial ignorant proves que no s'ajustaven a la seva hipòtesi. Marks van encunyar el terme «fal·làcia de Koestler», com la hipòtesi que les estranyes disputes d'esdeveniments aleatoris no poden sorgir per casualitat. Il·lustra el fet que aquests estranys successos ocorren regularment amb exemples de la seva pròpia experiència. John Beloff va criticar el llibre amb opinions mixtes, el va descriure com «típic de Koestler» però va assenyalar que algunes de les seves afirmacions respecte a la investigació psíquica eren inexactes.